# Justin Kurzel
Justin Kurzel est un réalisateur australien, né le 3 août 1974 à Gawler (Australie). Il s'est fait connaître en réalisant  Les Crimes de Snowtown pour lequel il a reçu l'AACTA Award du meilleur réalisateur.

## Biographie

### Carrière
Après Blue Tongue, un court métrage présenté en 2005 à la Semaine de la Critique au Festival de Cannes, il réalise Les Crimes de Snowtown, présenté à Cannes en 2011 dans la même catégorie. 
Il réalise ensuite Macbeth, nouvelle adaptation de la célèbre pièce de Shakespeare, présenté à Cannes en 2015, cette fois-ci en compétition officielle avec Michael Fassbender et Marion Cotillard dans les rôles principaux.
En 2016, il est chargé de l'adaptation cinématographique du jeu vidéo Assassin's Creed dans lequel il retrouve Michael Fassbender et Marion Cotillard mais où il dirige également des acteurs de grande renommée comme Jeremy Irons, Charlotte Rampling et Brendan Gleeson ainsi que des acteurs français comme Ariane Labed et Denis Ménochet.
En 2019, il réalise une nouvelle adaptation du hors-la-loi Ned Kelly intitulée Le Gang Kelly avec la star en devenir George MacKay dans le rôle titre qui donne la réplique notamment à Nicholas Hoult, Charlie Hunnam et Russell Crowe.
En 2021, il est de retour en compétition à Cannes avec le thriller biographique Nitram, inspiré de la tuerie de Port-Arthur. Caleb Landry Jones, qui interprète le rôle titre, sera récompensé du prix d'interprétation masculine.
En 2022, il est annoncé que son prochain projet sera un film de science-fiction intitulé Morning avec Laura Dern, Noah Jupe et Benedict Cumberbatch. Toutefois le projet reste en suspens.
En 2023, il tourne The Order, un thriller policier narrant l'histoire du groupuscule suprémaciste blanc The Order avec Jude Law, Nicholas Hoult et Tye Sheridan au casting.
En 2024, il annonce qu'il compte travailler avec sa compatriote Nicole Kidman dans un thriller dramatique intitulé Mice.

### Vie privée
Il est marié à l'actrice Essie Davis depuis 2002. Ils ont des jumelles, Stella et Ruby, nées en 2006.

## Filmographie

### Réalisateur

#### Longs métrages
- 2011 : Les Crimes de Snowtown (Snowtown)
- 2015 : Macbeth
- 2016 : Assassin's Creed
- 2019 : Le Gang Kelly (True History of the Kelly Gang)
- 2021 : Nitram
- 2024 : The Order
- 2026 : Black Rainbow Farm
- Date sujette à modification : Mice
- Date sujette à modification : Morning

#### Courts métrages
- 2005 : Blue Tongue (court métrage)
- 2013 : The Turning (segment "Boner McPharlin's Moll" - film collectif)

### Scénariste
- 2005 : Blue Tongue (court métrage)
- 2011 : Les Crimes de Snowtown

## Distinctions[2]

### Récompenses/Nominations
- AACTA Awards 2012 : Meilleur réalisateur pour Les Crimes de Snowtown

### Sélections
- Festival de Cannes 2005 : sélection à la Semaine de la Critique pour Blue Tongue
- Festival de Cannes 2011 : sélection à la Semaine de la Critique pour Les Crimes de Snowtown
- Festival de Toronto 2011 : sélection Avant-garde pour Les Crimes de Snowtown
- Festival de Cannes 2015 : En compétition pour la Palme d'or pour Macbeth
- Festival de Cannes 2021 : En compétition pour la Palme d'or pour Nitram
- Mostra de Venise 2024 : En compétition pour le Lion d'or pour The Order